# Benoit Paul Émile Clapeyron
Benoit Paul Émile Clapeyron, francoski inženir in fizik, * 26. februar 1799, Pariz, Francija, † 28. januar 1864, Pariz.

## Življenje in delo
Clapeyron je študiral na École Polytechnique, kjer je diplomiral leta 1818, in na École des Mines. Leta 1820 je na prošnjo ruskega carja Aleksandra I. skupaj z Laméjem odšel predavat čisto in uporabno matematiko na École des Travaux Publics v Sankt Peterburg.
V Pariz se je vrnil leta 1830 po francoski julijski revoluciji in sodeloval pri gradnji prve železnice med Parizom in Versaillom ter Saint-Germain-en-Layem.
Leta 1834 je objavil poročilo z naslovom Gonilna sila toplote. To je bil njegov prvi prispevek k razvoju sodobne termodinamike. V njem je naprej razvil Carnotovo delo, ki je preminul dve leti prej. V njegov spomin je podal posebno grafično predstavitev Carnotovega izreka, ki določa, da je učinek toplotnega stroja z dvema toplotnima rezervoarjema največji, če deluje v obrnljivem načinu. Ta Clapeyronov diagram določa prikaz stanj tekočine, kjer je podan tlak glede na prostornino in dano temperaturo.
Clapeyron je leta 1843 opredelil zamisel reverzibilne spremembe. Ta mu je omogočila zapis Carnotovega načela, (ki odgovarja 2. zakonu termodinamike), v uporabni obliki. S tem v zvezi je zapisal Clausisus-Clapeyronovo enačbo, ki določa latentno toploto spremembe stanja čiste snovi.
Njegovo delo je med drugim povezano tudi s formulacijo splošne enačbe stanja za idealne pline, z ravnovesnim stanjem homogenih trdnin in z računanjem vezi v žarkih.
Leta 1858 so ga izbrali za člana Akademije znanosti (Académie des sciences).